# Cremnophila
Cremnophila is een geslacht van vlinders van de familie snuitmotten (Pyralidae), uit de onderfamilie Phycitinae.

## Soorten
- C. auranticiliella Ragonot, 1893
- C. pyraustella Zerny, 1914
- C. sedakovella (Eversmann, 1851)